# Réseau de bus de Berlin
Le réseau de bus de Berlin est exploité par BVG, la compagnie de transport de la ville de Berlin. Ouvert en 1846, la flotte compte plus de 1300 véhicules.

## Le réseau actuel

### Réseau urbain classique
Le réseau d'autobus de base  forme la majeure partie du réseau avec un total de 120 lignes numérotés de 100 à 399. La ligne 100 est la plus célèbre car desservant de nombreux lieux touristiques de l'Alexanderplatz au Zoo de Berlin. Le réseau suburbain, circulant en dehors de la ville même, n'est pas exploité par les BVG mais dispose d'une gamme tarifaire intégrée.
Chaque ligne de bus a un numéro à trois chiffres. Le second numéro indique le quartier dans laquelle la ligne circule.
| Ligne | Parcours | Durée du parcours | Nombre d'arrêts | Cadence (lun – ven)                                            | Cadence (sam)                                                 | Cadence (dim)                                                 | Matériel roulant                                                                                      |  |
| ----- | --- | ----------------- | --------------- | -------------------------------------------------------------- | ------------------------------------------------------------- | ------------------------------------------------------------- | --- |  |
| 00100 | S+U Zoologischer Garten – Schillstraße – Großer Stern – Schloss Bellevue – Haus der Kulturen der Welt – Platz der Republik – Reichstag/Bundestag – S+U Brandenburger Tor – Unter den Linden/Friedrichstraße – Staatsoper – Lustgarten – S+U Alexanderplatz | 29 min            | 17/18           | 7/7/6 min                                                      | 5 min                                                         | 5 min                                                         | Mercedes-Benz Citaro GC2 Scania Citywide articulé Solaris Urbino IV 12/18 Electric MAN Lion's City DD |  |
| 00101 | U Turmstraße – U Konstanzer Straße – U Fehrbelliner Platz – U Blissestraße – U Breitenbachplatz – Königin-Luise-Platz/Botanischer Garten – Holländische Mühle – Zehlendorf Eiche – S Zehlendorf – Behring-Krankenhaus – Zehlendorf, Sachtlebenstraße | 61 min            | 49/50           | 20 min (10 min en pointe)                                      | 20 min                                                        | 20 min                                                        | |  |
| 00104 | Neu-Westend, Brixplatz – U Neu-Westend – U Theodor-Heuss-Platz – Messedamm/ICC/ZOB – S Westkreuz – S Halensee – U Fehrbelliner Platz – U Blissestraße – U Berliner Straße – Rathaus Schöneberg – S Julius-Leber-Brücke – U Platz der Luftbrücke – U Boddinstraße – U Rathaus Neukölln – S Treptower Park – Alt-Stralau – Stralau, Tunnelstraße                            | 73 min            | 53/55           | 10 min                                                         | 10 min                                                        | 20 min                                                        | |  |
| 00106 | U Seestraße – Virchow-Klinikum – Berliner Großmarkt – S Beusselstraße – U Hansaplatz – Großer Stern – Schillstraße – U Nollendorfplatz – U Bülowstraße – U Kleistpark – S Julius-Leber-Brücke – S Südkreuz – Schöneberg, Lindenhof | 54 min            | 35              | 20 min                                                         | 20 min                                                        | 20 min                                                        | |  |
| 00107 | (S+U Pankow – Rathaus Pankow –) Hermann-Hesse-Straße/Waldstraße – Zionsfriedhof – Kleingartenanlage Daheim – Nordend Arena – Botanische Anlage – Blankenfelde Kirche – Arkenfelde/– Schildow Kirche – Glienicke, Kirche – S Hermsdorf | 22/34 min         | 18/29           | 20 min (10 min en pointe)                                      | 20 min                                                        | 20 min                                                        | |  |
| 00108 | S+U Lichtenberg – Bildungs- und Verwaltungszentrum – Alt-Friedrichsfelde – Oberfeldstraße – U Elsterwerdaer Platz – Dohlengrund – Gleiwitzer Straße – Chemnitzer-/Jägerstraße Wielandstraße – Hultschiner Damm/Seestraße – Mirower Straße – Waldesruh, Mahlsdorfer Allee                                                                                                  | 36 min            | 30/32           | 20 min (10 min en pointe)                                      | 20 min                                                        | 20 min                                                        | |  |
| 00109 | Flughafen Tegel – U Jakob-Kaiser-Platz – S Jungfernheide – Schlossbrücke – Haubachstraße – Schloss Charlottenburg – S Charlottenburg – U Adenauerplatz – Olivaer Platz – U Uhlandstraße – U Kurfürstendamm – S+U Zoologischer Garten | 28 min            | 18              | 10 min                                                         | 10 min                                                        | 10 min                                                        | Scania Citywide articulé                                                                              |  |
| 00110 | S+U Zoologischer Garten – U Kurfürstendamm – U Uhlandstraße – Olivaer Platz – U Adenauerplatz – Seesener Straße – Herthastraße – Elsterplatz – Rathaus Schmargendorf – Platz am Wilden Eber – Im Dol – Domäne Dahlem – U Thielplatz – U Oskar-Helene-Heim | 31 min            | 25              | 20 min                                                         | 20 min                                                        | 20 min                                                        | VDL Citea                                                                                             |  |
| 00112 | S Nikolassee – Spanische Allee – Potsdamer Chaussee – Zehlendorf Eiche – S Zehlendorf – Mühlenstraße – Seehofstraße – Osteweg – Wismarer Straße – S Osdorfer Straße – Hildburghauser Straße – Marienfelde, Nahmitzer Damm | 47 min            | 37              | 20 min                                                         | 20 min                                                        | 20 min                                                        | |  |
| 00114 | (ligne en boucle) S Wannsee → Wannseebrücke → Am Großen Wannsee → Zum Heckeshorn → Wannseebrücke → S Wannsee | 14 min            | 15              | 20 min (10 min en pointe)                                      | 20 min                                                        | 20 min                                                        | |  |
| 00115 | (Spanische Allee/Potsdamer Chaussee –) Düppel-Süd, Neuruppiner Straße – Berlepschstraße – S Zehlendorf – Zehlendorf Eiche – Clayallee – U Oskar-Helene-Heim – Roseneck – S Hohenzollerndamm – U Fehrbelliner Platz | 40 min            | 31/32           | 20 min (10 min en pointe)                                      | 20 min                                                        | 20 min                                                        | |  |
| 00118 | Rathaus Zehlendorf – Zehlendorf Eiche – U Onkel Toms Hütte – U Krumme Lanke – S Mexikoplatz – Spanische Allee/Potsdamer Chaussee – Waldfriedhof Zehlendorf – S Wannsee – Rathaus Wannsee – Steinstücken – Stadtwerke – Johannes-Kepler-Platz – Potsdam, Drewitz Stern-Center                                                                                              | 59 min            | 51              | 10 min                                                         | 20 min                                                        | 20 min                                                        | |  |
| 00120 | Märkisches Viertel, Wilhelmsruher Damm – Märkische Zeile – Welzower Steig – S+U Wittenau – Roedernallee – U Paracelsus-Bad – Bristolstraße – U Seestraße – U Leopoldplatz – S+U Wedding – U Reinickendorfer Straße – Bundeswehrkrankenhaus – S+U Hauptbahnhof (entrée nord)                                                                                               | 58 min            | 41/43           | 20 min (10 min en pointe)                                      | 20 min                                                        | 20 min                                                        | |  |
| 00122 | U Kurt-Schumacher-Platz – Humboldtstraße – U Paracelsus-Bad – Teichstraße – Emmentaler Straße – U Residenzstraße – Kopenhagener Straße – S Wilhelmsruh – Hertzstraße – Fontanestraße – Lessingstraße – Hauptstraße – Wilhelmsruher Damm – Senftenberger Ring – Calauer Straße – Finsterwalder Straße – S+U Wittenau – Oranienburger Straße – Waidmannslust, Titiseestraße | 52 min            | 43              | 10 min                                                         | 10 min                                                        | 10 min                                                        | |  |
| 00123 | (Berlin-Mitte, Robert-Koch-Platz –) S+U Hauptbahnhof (entrée nord) – Poststadion – Quitzowstraße – U Turmstraße – Rathaus Tiergarten – S Beusselstraße – Berliner Großmarkt – Stieffring – U Jakob-Kaiser-Platz – Weltlingerbrücke – U Halemweg – U Siemensdamm – U Rohrdamm – Saatwinkler Damm/Mäckerwitzwiesen                                                          | 61 min            | 50              | 20 min (10 min en pointe)                                      | 20 min                                                        | 20 min                                                        | |  |
| 00124 | Buchholz-West, Aubertstraße – Nordend-Arena – Zionsfriedhof – Kräuterweg – Wilhelmsruher Damm – Märkisches Zentrum – S+U Wittenau – Wittenau Kirche – Am Hügel – S Tegel – U Alt-Tegel – Tegelgrund – S Schulzendorf – S Heiligensee – Alt-Heiligensee | 65 min            | 47/49           | 10 min                                                         | 20 min                                                        | 20 min                                                        | |  |
| 00125 | U Osloer Straße – Mittelbruchzeile – U Residenzstraße – Septimerbecken – U Kurt-Schumacher-Platz – Zobeltitzstraße – Eichborndamm/Antonienstraße – Foxstraße – S Tegel – U Alt-Tegel – Jugendherberge – Friedhof Hermsdorf – S Frohnau – Am Pilz – Frohnau, Invalidensiedlung                                                                                             | 77 min            | 60              | 10 min                                                         | 10 min                                                        | 20 min                                                        | |  |
| 00128 | Aéroport de Tegel – Kaserne Nordtor – U Kurt-Schumacher-Platz – Septimerstraße – Dubliner Straße – U Franz-Neumann-Platz – U Osloer Straße | 25 min            | 16/18           | 10 min                                                         | 10 min                                                        | 10 min                                                        | |  |
| 00130 | (U Ruhleben – Werkring –) S Stresow (de) – Stresowplatz – S Rathaus Spandau — U Rathaus Spandau – Borkzeile – Falkenseer Chaussee/Zeppelinstraße – Spandau, Westerwaldstraße / – Gillenstieg – Bötzow-Bahn – Spandau, Waldkrankenhaus | 17/29 min         | 12/25           | 10 min                                                         | 10 min                                                        | 10 min                                                        | |  |
| 00131 | U Ruhleben – Krematorium Ruhleben – Güterbahnhof Ruhleben – Teltower Straße – Gürtelstraße – Betckestraße – Kolonie Hasenheide – Lutoner Straße – Obstallee – Sandstraße – Rudolf-Wissel-Siedlung – Springerzeile – Brandwerder – Spandau, Im Spektefeld | 31 min            | 27/29           | 20 min                                                         | 20 min                                                        | 20 min                                                        | |  |
| 00133 | Alt-Heiligensee – U Alt-Tegel – S Tegel – U Borsigwerke – U Holzhauser Straße – Wasserwerk Tegel – Tegeler Brücke – Gartenfeld – Siedlung Haselhorst – U Haselhorst | 43 min            | 33/35           | 10 min                                                         | 20 min                                                        | 20 min                                                        | |  |
| 00134 | Wasserwerk Spandau – Friedhof in den Kisseln – S Rathaus Spandau — U Rathaus Spandau – Ziegelhof – Gatower Straße/Heerstraße – Gatow Kirche – Alt-Gatow – Krankenhaus Havelhöhe – Finnenhaus-Siedlung – Alt-Kladow – Kaserne Hottengrund – Kladow, Hottengrund | 45 min            | 37              | 10 min                                                         | 10 min                                                        | 20 min                                                        | |  |
| 00135 | S+U Rathaus Spandau – U Rathaus Spandau – Ziegelhof – Heerstraße/Wilhelmstraße – Seekorso – Alt-Kladow | 27 min            | 19              | 20 min                                                         | 20 min                                                        | 20 min                                                        | |  |
| 00136 | Gatower Straße/Heerstraße – Alt-Pichelsdorf – Ziegelhof – S Rathaus Spandau — U Rathaus Spandau – Havelschanze – Siedlung Hakenfelde – Bürgerablage – Papenberge, Spandauer Landstraße – Nieder Neuendorf, Stadtklubhaus – S Hennigsdorf | 48 min            | 38/39           | 10 min (5 min en pointe)                                       | 13/7 min                                                      | 20 min                                                        | Scania Citywide articulé                                                                              |  |
| 00137 | Spandau, Freudstraße – Zweibrücker Straße – S+U Rathaus Spandau — U Rathaus Spandau – Ziegelhof – Krumme Garten – Rudolf-Wissel-Siedlung – Staaken, Reimerweg | 35 min            | 28/29           | 10 min                                                         | 10 min                                                        | 20 min                                                        | |  |
| 00139 | Hakenfelde, Werderstraße – Haveleck – Kolonie Haselbusch – U Paulsternstraße – U Rohrdamm – Rohrdammbrücke – U Kaiserdamm – S Messe Nord/ICC | 31 min            | 26/28           | 20 min                                                         | 20 min                                                        | 20 min                                                        | |  |
| 00140 | S+U Tempelhof – U Alt-Tempelhof – Boelckestraße – U Mehringdamm – U Gneisenaustraße – U Prinzenstraße – U Kottbusser Tor – S Ostbahnhof | 42 min            | 31/32           | 10 min                                                         | 20 min                                                        | 20 min                                                        | |  |
| 00142 | U Leopoldplatz – U Amrumer Straße – Fennbrücke – S+U Hauptbahnhof (entrée nord) – U Rosenthaler Platz – U Rosa-Luxemburg-Platz – Platz der Vereinten Nationen – U Strausberger Platz – S Ostbahnhof | 42 min            | 27/28           | 20 min                                                         | 20 min                                                        | 20 min                                                        | |  |
| 00147 | (S Ostbahnhof –) U Märkisches Museum – Fischerinsel – Werderscher Markt – U Französische Straße – Unter den Linden/Friedrichstraße – U Friedrichstraße – Deutsches Theater – Invalidenpark – S Hauptbahnhof (entrée ouest) | 27 min            | 18              | 10 min                                                         | 20 min                                                        | 20 min                                                        | |  |
| 00150 | U Osloer Straße – Papierstraße – S Schönholz – Pastor-Niemöller-Platz – S Blankenbourg – Alt-Blankenbourg – Alt-Karow – S Buch | 42 min            | 36              | 20 min (10 min en pointe)                                      | 20 min                                                        | 20 min                                                        | |  |
| 00154 | Buchholz-West, Aubertstraße – Blankenfelder Straße – S Blankenbourg – Prerower Platz – S Hohenschönhausen – Boxberger Straße – S Raoul-Wallenberg-Straße – Alt-Marzahn – Schlosspark Biesdorf – U Elsterwerdaer Platz | 60 min            | 41              | 20 min (10 min en pointe)                                      | 20 min                                                        | 20 min                                                        | |  |
| 00155 | (ligne en boucle) S+U Pankow → Pankow Kirche → Bürgerpark Pankow → Eisenblätterstraße → Hielscherstraße → Wilhelmsruh, Fontanestraße/Schillerstraße → Edelweisstraße → Eisenblätterstraße → Bürgerpark Pankow → Pankow Kirche → S+U Pankow | 34 min            | 30              | 10 min                                                         | 20 min                                                        | 20 min                                                        | |  |
| 00156 | (S Storkower Straße – S Landsberger Allee – Schieritzstraße –) S Prenzlauer Allee – Prenzlauerallee/Ostseestraße – Hamburgerplatz – Pasedagplatz – Stadion Buschallee/Hansastraße | 31 min            | 23              | 10 min                                                         | 20 min                                                        | 20 min                                                        | |  |
| 00158 | (Prenzlauer Allee/Ostseestraße – Hamburger Platz – Pasedagplatz)/Heinersdorf, Am Wasserturm – Alt-Blankenbourg – Alt-Karow – S Buch | 25/41 min         | 22/31           | 20 min                                                         | 20 min                                                        | 20 min                                                        | Mercedes-Benz Citaro GC2                                                                              |  |
| 00160 | Schöneweide, Hasselwerderstraße – S Schöneweide – Lindhorstweg – Pfarrwöhrde – S Altglienicke – S Grünbergallee – Altglienicke, Siriusstraße | 37 min            | 32/33           | 20 min                                                         | 20 min                                                        | 20 min                                                        | |  |
| 00161 | Schöneiche, Dorfaue – S Rahnsdorf – Grünheider Weg – S Wilhelmshagen – Hubertusstraße – S Erkner | 34 min            | 27              | 20 min                                                         | 20 min                                                        | 20 min                                                        | |  |
| 00162 | S Adlershof – Magnusstraße – Rudower Höhe – Landhaussiedlung – U Rudow | 13 min            | 11              | 20 min (10 min en pointe)                                      | 20 min                                                        | 20 min                                                        | |  |
| 00163 | (S Schöneweide –) S Adlershof – Altglienicke Kirche – S Grünau – Bohnsdorf, Kirche – S Aéroport de Berlin-Schönefeld | 39 min            | 27              | 30 min (20 min en pointe)                                      | 30 min                                                        | 30 min                                                        | |  |
| 00164 | S Kaulsdorf – Alt-Kaulsdorf/Chemnitzer Straße – Heerstraße/Chemnitzer Straße – Kleinschewskystraße – S Köpenick – Glienicker Straße – S Adlershof – Magnusstraße – Siriusstraße – S Aéroport de Berlin-Schönefeld – Aéroport de Schönefeld | 61 min            | 42/43           | 20 min                                                         | 20 min                                                        | 20 min                                                        | |  |
| 00166 | (ligne ne boucle) S Schöneweide → Jugendzentrum → Bergaustraße → S Plänterwald → Rathaus Treptow → Alt-Treptow → S Treptower Park → Klingerstraße → S Plänterwald → Bergaustraße → Jugendzentrum → S Schöneweide | 42 min            | 30              | 20 min                                                         | 20 min                                                        | 20 min                                                        | |  |
| 00167 | U Boddinstraße – U Rathaus Neukölln – Heidelberger Straße – S Plänterwald – Marggraffbrücke – S Schöneweide – Bärenlauchstraße – S Spindlersfeld – Schloßplatz Köpenick – Köpenick, Müggelschloßchenweg | 55 min            | 42/44           | 10 min                                                         | 20 min                                                        | 20 min                                                        | |  |
| 00168 | Alt-Schmöckwitz – Teikyo-Universität – Zeltplatz – Fährallee – Rauchfangswerder, Moßkopfring | 9 min             | 6               | 20 min                                                         | 20 min                                                        | 20 min                                                        | |  |
| 00170 | S+U Rathaus Steglitz – S Priesterweg – U Ullsteinstraße – Betriebshof Britz – U Blaschkoallee – Frauenlobstraße – Baumschulenstraße Fähre | 44 min            | 35/36           | 10 min                                                         | 20 min                                                        | 20 min                                                        | |  |
| 00171 | U Hermannplatz – Elsenstraße – Treptower Brücke – S Sonnenallee – S+U Neukölln – U Grenzallee – Klinikum Neukölln – Afrikaweg – U Rudow – Stadtgrenze Rudow – S Aéroport de Berlin-Schönefeld – Aéroport de Schönefeld | 61 min            | 45/46           | 20 min (10 min en pointe)                                      | 20 min                                                        | 20 min                                                        | |  |
| 00172 | U Rudow – Landhaussiedlung – Massantebrücke – Gesundheitszentrum – U Johannisthaler Chaussee – Kölner Damm – Stuthirtenweg – Seltersstraße – Grimmstraße – Rhinstraße – S Lichtenrade – Lichtenrade, Wünsdorfer Straße/Blohmstraße | 53 min            | 44/45           | 20 min (10 min en pointe)                                      | 20 min                                                        | 20 min                                                        | VDL Citea                                                                                             |  |
| 00175 | (ligne en boucle) S Lichtenrade → Galluner Straße → Augsburger Straße → Lichtenrade, Nahariyastraße → Taunusstraße → Rennstieg → S Lichtenrade → Grenzweg Ost → S Schichauweg → Lichtenrade, Illigstraße/Schichauweg → Cecilienstraße → S Lichtenrade | 36 min            | 30              | 20 min                                                         | 20 min                                                        | 20 min                                                        | Mercedes-Benz Citaro C1 Facelift                                                                      |  |
| 00179 | U Alt-Mariendorf – Mariendorfer Damm – Tauernallee – Quarzweg – Drusenheimer Weg – Buckow, Gerlinger Straße | 14 min            | 14/16           | 20 min (10 min en pointe)                                      | 20 min                                                        | 20 min                                                        | |  |
| 00181 | U Walther-Schreiber-Platz – S Feuerbachstraße – Bismarckstraße – Steglitzer Damm – S Lankwitz – Lankwitz Kirche – Kamenzer Damm – U Alt-Mariendorf – Mohriner Allee – Gutschmidtstraße - U Britz-Süd – Britz, Kielingerstraße | 44 min            | 35/37           | 10 min                                                         | 10 min                                                        | 10 min                                                        | MAN Lion's City DD                                                                                    |  |
| 00184 | S Südkreuz – S+U Tempelhof – U Alt-Tempelhof – U Kaiserin-Augusta-Straße – Attilaplatz – S Attilastraße – Lankwitz Kirche – S Lichterfelde Ost – Ostpreußendamm – Teltow-Seehof, Lichterfelder Allee – Teltow, Einkaufszentrum Oderstraße – Teltow, Warthestraße | 53 min            | 44              | 10 min                                                         | 10 min                                                        | 20 min                                                        | |  |
| 00186 | S Grunewald – Roseneck – Breite Straße – Wiesbadener Straße – U Rüdesheimer Platz – U Friedrich-Wilhelm-Platz – Kaisereiche – U Walther-Schreiber-Platz – U Schloßstraße – S+U Rathaus Steglitz – Birkbuschstraße – Ostpreußendamm – S Osdorfer Straße – S Lichterfelde Süd                                                                                               | 48 min            | 37/40           | 10 min (5 min en pointe)                                       | 10 min                                                        | 20 min                                                        | |  |
| 00187 | U Turmstraße – Schloss Bellevue – Großer Stern – Schillstraße – U Nollendorfplatz – U Bülowstraße – U Kleistpark – S+U Innsbrucker Platz – Rubensstraße – Insulaner – Munsterdamm – Leonorenstraße – S Lankwitz – Lankwitz Kirche – Alt-Lankwitz – Lankwitz, Halbauer Weg                                                                                                 | 53 min            | 38/39           | 10 min                                                         | 10 min                                                        | 20 min                                                        | |  |
| 00188 | S+U Rathaus Steglitz – Schlossparktheater – S Botanischer Garten – Köhlerstraße – Hochbaumstraße – Lichterfelde, Appenzeller Straße | 20 min            | 17/18           | 20 min (10 min en pointe)                                      | 20 min                                                        | 20 min                                                        | |  |
| 00190 | U Elsterwerdaer Platz – Dohlengrund – Gleiwitzer Straße – S Wuhlheide (– Innovationspark Wuhlheide) | 14/17 min         | 12/13           | 20 min                                                         | 20 min                                                        | 20 min                                                        | |  |
| 00191 | S Marzahn – Marzahner Promenade – Allee der Kosmonauten/Poelchaustraße – U Kaulsdorf-Nord – S+U Wuhletal | 22 min            | 15              | 20 min (7/13 min en pointe)                                    | 20 min                                                        | 20 min                                                        | |  |
| 00192 | S Friedrichsfelde Ost – Feierabendheim – S Biesdorf – Eitelstraße – Alt-Marzahn – Marzahner Promenade – S Marzahn | 28 min            | 21/22           | 20 min (10 min en pointe)                                      | 20 min                                                        | 20 min                                                        | |  |
| 00194 | U Hermannplatz – Lohmühlenplatz – S Treptower Park – S Ostkreuz – S Rummelsburg – S Nöldnerplatz – Balatonstraße – Alt-Friedrichsfelde/Rhinstraße – Bildungs- und Verwaltungszentrum – Feierabendheim – S Friedrichsfelde Ost – Marzahner Chaussee – S Springpfuhl – Marzahn, Helene-Weigel-Platz                                                                         | 52 min            | 34/35           | 20 min (10 min en pointe)                                      | 10 min                                                        | 20 min                                                        | |  |
| 00195 | S Marzahn – Marzahner Promenade – Hinter der Mühle – U Cottbusser Platz – U Hellersdorf – U Louis-Lewin-Straße – Am Rosenhag – S Mahlsdorf – Franzburger Straße – Kaulsdorf, Myslowitzer Straße/Klinikum | 43 min            | 33/34           | 10 min (7/7/6 min en pointe)                                   | 10 min                                                        | 10 min                                                        | Mercedes-Benz Citaro GC2                                                                              |  |
| 00197 | S Mahlsdorf – Ohserring – S Kaulsdorf – U Kaulsdorf-Nord – U Neue Grottkauer Straße – Betriebshof Marzahn – S Mehrower Allee – Belziger Ring – S Ahrensfelde – Tierheim Berlin – Welsestraße – Falkenberg/– S Hohenschönhausen – Hohenschönhausen, Prerower Platz | 54/59 min         | 45/47           | 10 min                                                         | 20 min                                                        | 20 min                                                        | |  |
| 00200 | S+U Zoologischer Garten – Corneliusbrücke – Tiergartenstraße – S+U Potsdamer Platz – U Mohrenstraße – Unter den Linden/Friedrichstraße – Staatsoper – Lustgarten – S+U Alexanderplatz – Am Friedrichshain – Kniprodestraße/Danziger Straße - Prenzlauer Berg, Michelangelostraße                                                                                          | 44 min            | 28/29           | 10 min                                                         | 10 min                                                        | 10 min                                                        | Solaris Urbino IV 18 Electric Mercedes-Benz Citaro GC2 Scania Citywide articulé                       |  |
| 00204 | S Südkreuz – S Julius-Leber-Brücke – U Kleistpark – Hohenstaufenstraße – U Spichernstraße – U Kurfürstendamm – S+U Zoologischer Garten (sauf en soirée, les dimanches et les jours fériés) | 23 min            | 17              | 20 min (jusqu'à 20:00)                                         | 20 min (jusqu'à 18:00)                                        | ne circule pas                                                | Solaris Urbino 12 Electric                                                                            |  |
| 00218 | Messedamm/ICC/ZOB – U Theodor-Heuss-Platz – S Heerstraße – Scholzplatz – Havelchaussee – S Wannsee – Pfaueninsel (le matériel roulant est constituée partiellement de bus historiques.) | 47 min            | 32              | 60 min en été (jusqu'à 20:00) 120 min en hiver (jusqu'à 19:00) | 30 min en été (jusqu'à 20:00) 60 min en hiver (jusqu'à 20:00) | 30 min en été (jusqu'à 20:00) 60 min en hiver (jusqu'à 20:00) | |  |
| 00220 | Frohnau, Hainbuchenstraße – S Frohnau – Olafstraße – Almutstraße – S+U Wittenau – Technowpromenade – Rathauspromenade – U Rathaus Reinickendorf – Humboldt-Klinikum (– S Tegel – U Alt-Tegel) | 34/45 min         | 28/34           | 20 min                                                         | 20 min                                                        | 20 min                                                        | |  |
| 00221 | Märkisches Viertel, Märkische Zeile –/Märkisches Viertel, Wilhelmsruher Damm – Dannenwalder Weg – S+U Wittenau – U Rathaus Reinickendorf – S Eichborndamm – U Scharnweberstraße – U Kurt-Schumacher-Platz – U Afrikanische Straße – Afrikanische Straße – U Amrumer Straße – U Leopoldplatz                                                                               | 42/43 min         | 34/35           | 20 (10 min en pointe)                                          | 10 min                                                        | 10 min                                                        | |  |
| 00222 | Tegelort – Spechtstraße – An der Mühle – U Alt-Tegel – S Tegel – Freie Scholle – S Waidmannslust – Titiseestraße – Alt-Lübars | 37 min            | 33              | 10 min (jusqu'à 22:00)                                         | 10 min (jusqu'à 22:00)                                        | 10 min (jusqu'à 22:00)                                        | |  |
| 00234 | (ligne en boucle) Alt-Kladow → Lanzendorfer Weg → Gredinger Straße → Alt-Kladow | 17 min            | 15              | 20 min (10 min en pointe) (jusqu'à 22:00)                      | 20 min (jusqu'à 22:00)                                        | 20 min (jusqu'à 22:00)                                        | |  |
| 00236 | Gatower Straße/Heerstraße – Alt-Pichelsdorf – Ziegelhof – S Rathaus Spandau — U Rathaus Spandau – Havelschanze – Spandauer-See-Brücke – U Haselhorst | 36 min            | 26/27           | 10 min                                                         | 20 min                                                        | 20 min                                                        | |  |
| 00237 | S Rathaus Spandau — U Rathaus Spandau – Borkzeile – Gartenstadt Staaken – Finkenkruger Weg – Staaken, Ilsenburger Weg | 23 min            | 17/25           | 20 min (10 min en pointe)                                      | 20 min                                                        | 20 min                                                        | |  |
| 00240 | S Ostbahnhof – Neue Bahnhofsstraße – S Rummelsburg – S Nöldnerplatz – S+U Lichtenberg – Betriebshof Lichtenberg – S Storkower Straße | 39 min            | 31/34           | 10 min                                                         | 20 min                                                        | 20 min                                                        | Mercedes-Benz Citaro C1 Facelift                                                                      |  |
| 00245 | S+U Zoologischer Garten – Steinplatz – U Ernst-Reuter-Platz – Marchbrücke – Dovebrücke – Alt-Moabit – U Turmstraße – Claire-Waldorff-Promenade – S+U Hauptbahnhof – S Nordbahnhof | 33 min            | 23              | 10 min (5 min en pointe)                                       | 10 min                                                        | 10 min                                                        | |  |
| 00246 | U Friedrich-Wilhelm-Platz – Grazer Platz – S Priesterweg – Attilaplatz – U Alt-Tempelhof – Oberlandstraße – S+U Hermannstraße | 34 min            | 24/25           | 20 min (10 min en pointe)                                      | 20 min                                                        | 20 min                                                        | |  |
| 00247 | U Leopoldplatz – U Nauener Platz – S Humboldthain – S+U Gesundbrunnen – U Bernauer Straße – U Voltastraße – Gartenplatz – S Nordbahnhof | 31 min            | 24              | 10 min                                                         | 20 min                                                        | 20 min                                                        | |  |
| 00248 | (U Breitenbachplatz – S+U Bundesplatz – S+U Innsbrucker Platz – S Schöneberg –) S Südkreuz – Bayernring – U Platz der Luftbrücke – U Gneisenaustraße – U Hallesches Tor – U Spittelmarkt – Fischerinsel – S+U Alexanderplatz – S+U Jannowitzbrücke – S Ostbahnhof | 57 min            | 40/42           | 20 min (10 min en pointe)                                      | 20 min                                                        | 20 min                                                        | Solaris Urbino IV 12 Electric                                                                         |  |
| 00249 | S+U Zoologischer Garten – U Kurfürstendamm – U Hohenzollernplatz – U Blissestraße – S+U Heidelberger Platz – Kirchstraße – Grunewald, Roseneck | 27 min            | 21/22           | 10 min                                                         | 10 min                                                        | 20 min                                                        | VDL Citea                                                                                             |  |
| 00250 | U Franz-Neumann-Platz – Papierstraße – S Wollankstraße – U Vinetastraße – S+U Pankow – Rathaus Pankow – Buchholzer Straße – Niederschönhausen, Grumbkowstraße | 45 min            | 30              | 20 min (10 min en pointe)                                      | 20 min                                                        | 20 min                                                        | |  |
| 00255 | Weißensee, Schwarzelfenweg – Rathaus Weißensee – Hamburger Platz – S+U Pankow – Rathaus Pankow – S Wollankstraße – U Osloer Straße | 44 min            | 31              | 10 min                                                         | 10 min                                                        | 20 min                                                        | |  |
| 00256 | Siedlung Wartenberg – S Wartenberg – S Hohenschönhausen – Prerower Platz – Gehrenseestraße – Bahnhofsstraße – Betriebshof Lichtenberg – S+U Lichtenberg (– Zentralfriedhof Friedrichsfelde) | 38/41 min         | 28/31           | 20 min                                                         | 20 min                                                        | 20 min                                                        | |  |
| 00259 | Buchholz-West, Aubertstraße – Gewerbegebiet-Pankow-Nord – S Buch – Lindenberger Weg/Stadtgrenze – Schwanebeck, Dorf – Lindenberg, Dorf – Umspannwerk Malchow – Malchow/Dorfstraße – Gehringstraße – Rathaus Weißensee – Gounodstraße – Stadion Buschallee/Hansastraße | 63 min            | 38/39           | 20 min                                                         | 20 min                                                        | 20 min                                                        | |  |
| 00260 | S Adlershof – Altglienicker Brücke – Siriusstraße – Schönefeld, Wehrmathen – Stadtgrenze Rudow – U Rudow | 13 min            | 21/24           | 10 min                                                         | 20 min                                                        | 20 min                                                        | |  |
| 00263 | S Grünau – Merkurstraße – Waldstraße, Stadtgrenze (– Waltersdorf, Berliner Straße) | 12/18 min         | 10/14           | 20 min (10 min l'après-midi)                                   | 20 min                                                        | 20 min                                                        | |  |
| 00265 | (U Stadtmitte – U Spittelmarkt – Fischerinsel –) U Märkisches Museum – U Heinrich-Heine-Straße – Michaelkirchstraße – U Schlesisches Tor – Taborstraße – S Treptower Park – Rathaus Treptow – S Baumschulenweg – Mahonienweg – S Schöneweide | 43/49 min         | 36/40           | 20 min                                                         | 20 min                                                        | 20 min                                                        | |  |
| 00269 | (U Elsterwerdaer Platz – Dohlengrund – Feuersteiner Straße –) S Köpenick – Bellevuepark – Anemonenstraße – Köpenick, Müggelschlößchenweg | 34 min            | 26/27           | 20 min (10 min en pointe)                                      | 20 min                                                        | 20 min                                                        | |  |
| 00271 | (ligne en boucle) U Rudow → Rudow, Gockelweg → Pirnaer Straße → U Rudow | 14 min            | 11              | 20 min                                                         | 20 min                                                        | 20 min                                                        | VDL Citea                                                                                             |  |
| 00275 | Kirchhainer Damm/Stadtgrenze – Kolonie Märkische Heide – Rehagener Straße – S Lichtenrade | 7 min             | 8               | 20 min (jusqu'à 21:00)                                         | 20 min (jusqu'à 21:00)                                        | 20 min (jusqu'à 21:00)                                        | |  |
| 00277 | S+U Hermannstraße – Haus Bremen – Bergholzstraße – Friedhof Mariendorf – U Alt-Mariendorf – Körtingstraße – Wilhelm-von-Siemens-Straße – Daimlerstraße – S Buckower Chaussee – Nahmitzer Damm – Marienfelde, Stadtrandsiedlung | 39 min            | 31/33           | 20 min (10 min en pointe)                                      | 20 min                                                        | 20 min                                                        | |  |
| 00282 | U Breitenbachplatz – Schildhornstraße – U Schloßstraße – S+U Rathaus Steglitz – Albrechtstraße – Steglitzer Damm – S Südende – S Attilastraße – U Westphalweg – Mariendorf, Dardanellenweg | 37 min            | 28              | 10 min                                                         | 10 min                                                        | 20 min                                                        | MAN Lion's City DD                                                                                    |  |
| 00283 | S+U Rathaus Steglitz – Schlossparktheater – Amfortasweg – Leonorenstraße – S Lankwitz – Lankwitz Kirche – Wedellstraße – Sonnenscheinpfad – S Marienfelde (– Marienfelde, Daimlerstraße) | 28/34 min         | 24/28           | 20 min (10 min en pointe)                                      | 20 min                                                        | 20 min                                                        | |  |
| 00284 | (S+U Rathaus Steglitz – Albrechtstraße – Leonorenstraße –) S Lankwitz – Lankwitz Kirche – S Lichterfelde Ost – Oberhofer Platz – Grabenstraße – Saaleeckplatz – Lilienthalpark – Landweg – S Lichterfelde Süd | 16/26 min         | 15/25           | 20 min                                                         | 20 min                                                        | 20 min                                                        | |  |
| 00285 | Dahlem, Am Waldfriedhof – U Oskar-Helene-Heim – Zehlendorf Eiche – S Zehlendorf – Teltower Damm – Beeskowdamm – Goerzallee – Hindenburgdamm – S+U Rathaus Steglitz | 39 min            | 34/35           | 10 min                                                         | 20 min                                                        | 20 min                                                        | |  |
| 00291 | S Marzahn – S Poelchaustraße – Allee der Kosmonauten/Poelchaustraße – U Kaulsdorf-Nord – S+U Wuhletal | 21 min            | 14/15           | 20 min                                                         | 20 min                                                        | ne circule pas                                                | |  |
| 00294 | (Falkenberg –) Hohenschönhausen, Seehausener Straße – S Gehrenseestraße – Bennostraße – Höhenschönhausen, Gehrenseestraße/– Grenzgrabenstraße – Hohenschönhausen, Marzahner Straße | 5/26 min          | 9/17            | 20 min                                                         | 20 min                                                        | 20 min                                                        | |  |
| 00296 | S+U Lichtenberg – U Friedrichsfelde – Balatonstraße – U Tierpark – Museum Karlshorst – S Karlshorst | 27 min            | 20/21           | 20 min (10 min en pointe)                                      | 20 min                                                        | 20 min                                                        | |  |
| 00309 | U Wilmersdorfer Straße – Amtsgerichtsplatz – U Sophie-Charlotte-Platz – Schloss Charlottenburg – Schlosspark-Klinik | 16 min            | 12              | 20 min (jusqu'à 21:00)                                         | 20 min (jusqu'à 21:00)                                        | 20 min (jusqu'à 21:00)                                        | |  |
| 00312 | S Nikolassee – Strandbad Wannsee (ne circule que pendant les vacances d'été) | 6 min             | 2               | 10 min                                                         | 10 min                                                        | 10 min                                                        | |  |
| 00316 | S Wannsee – Wannseebrücke – Rathaus Wannsee – Schloss Glienicke – Potsdam, Glienicker Brücke | 14 min            | 14              | 40 min (jusqu'à 21:00)                                         | 20 min (jusqu'à 21:00)                                        | 20 min (jusqu'à 21:00)                                        | |  |
| 00318 | S Wannsee – Rathaus Wannsee – Wannsee, Hahn-Meitner-Platz (sauf week-ends) | 9 min             | 10/12           | 40 min (20 min le matin)                                       | ne circule pas                                                | ne circule pas                                                | |  |
| 00320 | (ligne en boucle) U Paracelsus-Bad → Lengeder Straße → Reinickendorf, Montanstraße → U Paracelsus-Bad (seulement si trafic professionnel) | 12 min            | 10              | 20 min (seulement en pointe)                                   | ne circule pas                                                | ne circule pas                                                | |  |
| 00322 | U Paracelsus-Bad – U Lindauer Allee – S Eichborndamm – U Rathaus Reinickendorf – Wittenau Kirche – S Waidmannslust – Waidmannslust, Titiseestraße | 26 min            | 21/22           | 20 min (jusqu'à 19:30)                                         | ne circule pas                                                | ne circule pas                                                | |  |
| 00324 | Alt-Heiligensee – Strandbad Heiligensee – Konradshöhe, Falkenplatz | 9 min             | 10              | 30 min (jusqu'à 20:30)                                         | 30 min (jusqu'à 20:30)                                        | 30 min (jusqu'à 20:30)                                        | |  |
| 00325 | Humboldt-Klinikum – U Rathaus Reinickendorf – S+U Wittenau – Märkisches-Viertel, Wittenberger Straße – Calauer Straße | 18 min            | 15/21           | ???                                                            | ???                                                           | ???                                                           | |  |
| 00326 | (ligne en boucle) S Hermsdorf → Olafstraße → Amandastraße → Marthastraße → S Hermsdorf (sauf dimanche et jours fériés) | 14 min            | 11              | 20 min (jusqu'à 20:30)                                         | 20 min (jusqu'à 16:00)                                        | ne circule pas                                                | |  |
| 00327 | U Leopoldplatz – U Nauener Platz – U Franz-Neumann-Platz – U Residenzstraße – Klemkestraße – S Schönholz (sauf dimanche et jours fériés) | 21 min            | 15/17           | 20 min (jusqu'à 20:00)                                         | 20 min (jusqu'à 18:30)                                        | ne circule pas                                                | |  |
| 00334 | Hohengatow, Waldschluchtpfad – Helleberge – Alt-Gatow – Gatower Heide – Gatow, Habichtswald (ne circule que partiellement d'après la feuille de route. La ligne circule jusqu'à Alt-Gatow si besoin est et jusqu'aux autres stations sur demande) | 10 min            | 8               | Bus à la demande                                               | Bus à la demande                                              | Bus à la demande                                              | |  |
| 00337 | Falkensee, Bahnhof – Falkensee, Siedlerseck – Freundeck – Westerwaldstraße – Zweibrücker Straße – S+U Rathaus Spandau | 30 min            | 24/25           | 30 min (20 min en pointe)                                      | 20 min                                                        | 60 min                                                        | |  |
| 00341 | (ligne en boucle) S Köllnische Heide → Haberstraße → Schmalenbachstraße → Jupiterstraße → S Köllnische Heide (sauf dimanches et jours fériés) | 12 min            | 10              | 20 min                                                         | 20 min                                                        | ne circule pas                                                | |  |
| 00344 | S+U Hermannstraße – U Leinestraße – U Boddinstraße – U Hermannplatz | 15 min            | 6/8             | 20 min                                                         | 20 min                                                        | 20 min                                                        | |  |
| 00347 | (S Ostbahnhof – U Weberwiese – Pillauer Straße – Helsingforser Platz –) S+U Warschauer Straße – Oberbaumbrücke – Stralauer Allee – Osthafen – S Ostkreuz – Krachtstraße – Alt-Stralau – Stralau, Tunnelstraße | 17/28 min         | 13/21           | 20 min (jusqu'à 22:00)                                         | 20 min (jusqu'à 22:00)                                        | 20 min (jusqu'à 22:00)                                        | Solaris Urbino IV 12 Electric                                                                         |  |
| 00349 | S Grunewald – S Messe Süd – Messegelände/Verwaltung – Messedamm/ZOB/ICC – U Theodor-Heuss-Platz (sauf week-ends) | 11 min            | 11/13           | 40 min (jusqu'à 18:00)                                         | Kein Betrieb                                                  | Kein Betrieb                                                  | |  |
| 00350 | Alt-Karow – S Karow – Bucher Chaussee/Achillestraße – Karow-Nord, Hofzeichendamm | 12 min            | 12/14           | 20 min (10 min en pointe)                                      | 20 min                                                        | 20 min                                                        | Mercedes-Benz Citaro GC2                                                                              |  |
| 00353 | (Buch, Pölnitzweg –) S Buch – Alt-Buch – Lindenberger Weg – Lindenberger Weg/Stadtgrenze (– Campus Buch) | 12 min            | 8/9             | 10 min (jusqu'à 23:00)                                         | 20 min (jusqu'à 21:30)                                        | 20 min (jusqu'à 22:00)                                        | |  |
| 00363 | S Grünau – Waltersdorfer Straße – Zur Gartenstadt – Sausenberger Straße – Johannes-Tobei-Straße – Krankenhaus Hedwigshöhe | 8 min             | 6               | 20 min (jusqu'à 18:30)                                         | 20 min (jusqu'à 18:30)                                        | 20 min (jusqu'à 18:30)                                        | |  |
| 00369 | Müggelheim, Dorf – Alt-Müggelheim – Waldfriedhof Müggelheim – Gosener Kanal – Gosen, Müggelpark – Gosen, Eiche | 9 min             | 6               | 60 min (40/20 min en pointe) (jusqu'à 21:00)                   | 60 min (jusqu'à 21:00)                                        | 60 min (jusqu'à 21:00)                                        | |  |
| 00370 | Am Oberhafen – Naumburger Straße – U Neukölln – Eduard-Müller-Platz – S+U Hermannstraße | 6 min             | 5/6             | 20 min                                                         | 20 min                                                        | 20 min                                                        | |  |
| 00371 | (ligne en boucle) U Rudow → Narkauer Weg → Lieselotte-Berger-Platz → Knollstraße → U Rudow | 14 min            | 13              | 20 min                                                         | 20 min                                                        | 20 min                                                        | |  |
| 00372 | (ligne en boucle) U Rudow → Buchsbaumweg → Rudow, Lettberger Straße → Kirchhof Rudow → U Rudow | 14 min            | 15              | 20 min                                                         | 20 min                                                        | 20 min                                                        | |  |
| 00373 | (ligne en boucle) U Rudow → Fleischerstraße → U Zwickauer Damm → Gesundheitszentrum → U Lipschitzallee → Gropiusstadt, Heino-Heimann-Straße → Kölner Damm → U Lipschitzallee → Gesundheitszentrum → Arnikaweg → U Zwickauer Damm → Fleischerstraße → U Rudow (sauf dimanches et jours fériés)                                                                             | 33 min            | 33              | 20 min (jusqu'à 20:00)                                         | 20 min (jusqu'à 18:00)                                        | ne circule pas                                                | |  |
| 00377 | S Plänterwald – Steinbockstraße – Dammweg/Sonnenallee – U Neukölln – Emser Straße – S+U Hermannstraße | 20 min            | 13              | 20 min                                                         | 20 min                                                        | 20 min                                                        | |  |
| 00380 | S+U Rathaus Steglitz – Breite Straße – Stindestraße – Mozartstraße – Stadion Lichterfelde – Promenadenstraße – Marienstraße – Oberhofer Platz – Grabenstraße – Lichterfelde, Saaleckplatz (seulement aux jours d'école) | 21 min            | 21              | 10 min (seulement en pointe et aux jours d'école)              | ne circule pas                                                | ne circule pas                                                | |  |
| 00390 | Lindenberg, Klarahöh – Ahrensfelde, Kirche – Barnimplatz – S Ahrensfelde – Ahrensfelde, Kirche – Ahrensfelde, Bahnhof Friedhof – Eiche, Dorf – Mehrow, Kirche – Blumberg, Schule – Blumberg, Bahnhof (sauf week-ends) | 45/50 min         | 25/26           | Trajet simple (jusqu'à 18:30)                                  | ne circule pas                                                | ne circule pas                                                | |  |
| 00395 | (ligne en boucle S Mahlsdorf → Lübecker Straße → Riesaer Straße → U Hönow → Lübecker Straße → S Mahlsdorf | 35 min            | 29              | 20 min                                                         | 20 min                                                        | 20 min                                                        | |  |
| 00396 | (S Nöldnerplatz – S+U Friedrichsfelde –) Friedrichsfelde, Mellenseestraße – Ilsestraße – S Karlshorst | 7/21 min          | 5/16            | 20 min                                                         | 20 min                                                        | 20 min                                                        | |  |
| 00398 | S Mahlsdorf – Straußstraße – Rahnsdorfer Straße – Alt-Kaulsdorf – Grüne Aue – U Elsterwerdaer Platz (sauf dimanches et jours fériés) | 23 min            | 20              | 20 min (jusqu'à 20:00)                                         | 20 min (jusqu'à 18:00)                                        | ne circule pas                                                | |  |
| 00399 | (ligne en boucle) S Kaulsdorf → Giesestraße → Wernebad → Kaulsdorf, Grottkauer Straße → Uckermarkstraße → S Kaulsdorf | 15 min            | 17              | 20 min                                                         | 20 min                                                        | 20 min                                                        | |  |

### MetroBus
Il existe 17 lignes MetroBus , circulant avec une fréquence de 10 minutes 24 heures sur 24. Contrairement au réseau urbain classique, ces lignes figurent sur la plupart des cartes du réseau tramway et ferroviaire de la ville.
| Ligne | Parcours | Durée du parcours | Nombre d'arrêts | Cadence (lun – ven)      | Cadence (sam) | Cadence (dim) | Matériel roulant                               |
| ----- | --- | ----------------- | --------------- | ------------------------ | ------------- | ------------- | ---------------------------------------------- |
| 00M11 | U Dahlem-Dorf – S Lichterfelde West – Drakestraße – S Lichterfelde Ost – Hildburghauser Straße – Nahmitzer Damm – S Buckower Chaussee – Marienfelder Chaussee – Alt-Buckow – U Johannisthaler Chaussee – Fritz-Erler-Allee – Stubenrauchstraße – Sterndamm – S Schöneweide | 69 min            | 58/59           | 10 min                   | 10 min        | 10 min        |                                                |
| 00M19 | S Grunewald – Hagenplatz – S Halensee – U Adenauerplatz – Olivaer Platz – U Uhlandstraße – U Kurfürstendamm – Europa-Center – U Wittenbergplatz – U Nollendorfplatz – U Bülowstraße – S+U Yorckstraße – U Mehringdamm | 39 min            | 30              | 10 min                   | 10 min        | 10 min        | Alexander Dennis Enviro 500 MAN Lion's City DD |
| 00M21 | Rosenthal, Uhlandstraße/Wilhelmsruher Damm – Rosenthal Nord – Märkisches Zentrum – S+U Wittenau – S+U Karl-Bonhoeffer-Nervenklinik (de) – U Kurt-Schumacher-Platz – U Jakob-Kaiser-Platz – S+U Jungfernheide | 39 min            | 30              | 10 min                   | 10 min        | 10 min        |                                                |
| 00M27 | Hadlichstraße – S+U Pankow – S Wollankstraße – U Pankstraße – Nettelbeckplatz/S Wedding – U Reinickendorfer Straße/Fennstraße – U Turmstraße – U Mierendorffplatz – S+U Jungfernheide | 46 min            | 28/31           | 7/7/6 min                | 10 min        | 10 min        |                                                |
| 00M29 | Grunewald, Roseneck – S Halensee – U Adenauerplatz – Olivaer Platz – U Uhlandstraße – U Kurfürstendamm – Europa-Center – U Wittenbergplatz – Potsdamer Brücke – U Mendelssohn-Bartholdy-Park – S Gare d'Anhalt – U Kochstraße/Checkpoint Charlie – U Moritzplatz – U Görlitzer Bahnhof – U Hermannplatz | 63 min            | 46/47           | 5 min                    | 10 min        | 10 min        | VDL CiteaMAN Lion's City DD                    |
| 00M32 | S+U Rathaus Spandau – Nauener Straße – Magistratsweg/Brunsbüttler Damm – Brunsbüttler Damm/Nennhauser Damm (– Bahnhof Staaken – Staaken, Heidebergplan) ou (– Staaken, Brunsbüttler Damm/Stadtgrenze) ou (– Dallgow-Döberitz, Havelpark) | 17/18/24 min      | 15/16/17        | 7/7/6 min                | 7/7/6 min     | 10 min        |                                                |
| 00M37 | Spandau, Waldkrankenhaus – Stadtrandstraße – Im Spektefeld – Falkenseer Chaussee – S+U Rathaus Spandau – Seeburger Straße – Sandstraße – Heerstraße – Staaken, Hahneberg | 39 min            | 33              | 10 min                   | 10 min        | 20 min        | MAN Lion's City DD                             |
| 00M41 | Sonnenallee/Baumschulenstraße – S Köllnische Heide – S Sonnenallee – U Hermannplatz/Sonnenallee – U Hallesches Tor – S Anhalter Bahnhof – Abgeordnetenhaus – S+U Potsdamer Platz – S+U Hauptbahnhof (entrée nord) | 41 min            | 29/30           | 5 min                    | 5 min         | 10 min        | Mercedes-Benz Citaro GC2                       |
| 00M44 | Buckow-Süd, Stuthirtenweg – Alt-Buckow – Britzer Garten – Britzer Damm/Gutschmidtstraße – Fulhamer Allee – S+U Hermannstraße | 24 min            | 18/19           | 5 min                    | 5 min         | 10 min        | Scania Citywide articulé                       |
| 00M45 | Spandau, Johannesstift – S+U Rathaus Spandau – Güterbahnhof Ruhleben – U Ruhleben – Park Ruhwald – DRK-Kliniken Westend – S Westend – Schloss Charlottenburg – U Richard-Wagner-Platz – U Ernst-Reuter-Platz – S+U Zoologischer Garten | 51 min            | 40/41           | 7/7/6 min                | 7/7/6 min     | 10 min        | Scania Citywide articulé                       |
| 00M46 | S+U Zoologischer Garten – U Kurfürstendamm – Europa-Center – U Wittenbergplatz – Rathaus Schöneberg – S Schöneberg – S Südkreuz – U Alt-Tempelhof – Fulhamer Allee – U Parchimer Allee – Klinikum Neukölln – U Britz-Süd | 55 min            | 36              | 10 min (5 min en pointe) | 10 min        | 10 min        | MAN Lion's City DD Scania Citywide articulé    |
| 00M48 | Zehlendorf, Busseallee – Zehlendorf Eiche – Unter den Eichen – Botanischer Garten – S+U Rathaus Steglitz – U Schloßstraße – U Walther-Schreiber-Platz – S+U Innsbrucker Platz – Schöneberg, Kaiser-Wilhelm-Platz – U Kleistpark – U Bülowstraße – U Kurfürstenstraße – Potsdamer Brücke – Kulturforum – S+U Potsdamer Platz – U Stadtmitte/Leipziger Straße – U Spittelmarkt – Fischerinsel – S+U Alexanderplatz | 56 min            | 42/43           | 10 min                   | 10 min        | 10 min        | Scania Citywide articulé                       |
| 00M49 | Heerstraße/Nennhauser Damm – Staaken, Hahneberg – Staaken, Reimersweg – Heerstraße – Freybrücke – S Heerstraße – U Theodor-Heuss-Platz – Messedamm/ICC/ZOB – S Messe Nord/ICC – Amtsgerichtsplatz – U Wilmersdorfer Straße – S+U Zoologischer Garten | 45 min            | 38              | 10 min                   | 10 min        | 10 min        |                                                |
| 00M76 | U Walther-Schreiber-Platz – S Feuerbachstraße – Thorwaldsenstraße – S Priesterweg – Röblingstraße – Gersdorfstraße – U Alt-Mariendorf – Trabrennbahn – Mariendorfer Damm – Lichtenrader Damm – Bahnhofstraße – S Lichtenrade | 43 min            | 31              | 10 min (5 min en pointe) | 10 min        | 10 min        | Scania Citywide articulé                       |
| 00M77 | U Alt-Mariendorf – S Marienfelde – Friedhof Marienfelde – Weskammstraße – Marienfelde, Waldsassener Straße | 20 min            | 15              | 10 min                   | 10 min        | 10 min        |                                                |
| 00M82 | S+U Rathaus Steglitz – Albrechtstraße – Leonorenstraße – S Lankwitz – Lankwitz Kirche – St.-Marien-Krankenhaus – Weskammstraße – Marienfelde, Waldsassener Straße | 23 min            | 21              | 7/7/6 min                | 10 min        | 10 min        |                                                |
| 00M85 | S Lichterfelde Süd – Prettauer Pfad – Goerzallee/Drakestraße – S+U Rathaus Steglitz – U Schloßstraße – U Walther-Schreiber-Platz – S+U Innsbrucker Platz – Schöneberg, Kaiser-Wilhelm-Platz – U Kleistpark – U Bülowstraße – U Kurfürstenstraße – Potsdamer Brücke – Kulturforum – S Potsdamer Platz/Voßstraße – Reichstag/Bundestag – Bundeskanzleramt – S+U Hauptbahnhof (entrée sud)                          | 62 min            | 42/43           | 10 min                   | 10 min        | 10 min        | MAN Lion's City DD                             |

### ExpressBus
12 lignes sont considérés comme des bus express  desservant des aéroports ou des banlieues proches, avec très peu d'arrêts intermédiaires.
| Ligne | Parcours | Durée du parcours | Nombre d'arrêts | Cadence (lun – ven)                 | Cadence (sam)  | Cadence (dim)  | Matériel roulant                                                     |
| ----- | --- | ----------------- | --------------- | ----------------------------------- | -------------- | -------------- | -------------------------------------------------------------------- |
| X7    | U Rudow - Gare de Schönefeld - Aéroport Willy-Brandt de Berlin-Brandebourg | 17 min            | 3               | 10 min                              | 10 min         | 10 min         | Scania Citywide articulé Mercedes-Benz Citaro GC2                    |
| 00X10 | S+U Zoologischer Garten – U Kurfürstendamm – U Uhlandstraße – Olivaer Platz – U Adenauerplatz – S Halensee – U Oskar-Helene-Heim – Zehlendorf Eiche – S Zehlendorf – Alt Schönow (– S Teltow Stadt) /– Teltow, Warthestraße – Teltow, Rammrathbrücke                               | 44/48 min         | 26/30           | 10 min                              | 10 min         | 20 min         | MAN Lion's City DD                                                   |
| 00X11 | U Krumme Lanke – Busseallee – Zehlendorf Eiche – S Sundgauer Straße – Bundesarchiv – S Lichterfelde Ost – Marienfelde – S Buckower Chaussee – Alt-Buckow – U Johannisthaler Chaussee – Gesundheitszentrum /– Johannisthal – S Schöneweide                                          | 47/69 min         | 24/35           | 10 min                              | 20 min         | 20 min         | MAN Lion's City DD Scania Citywide articulé                          |
| 00X21 | Märkisches Viertel, Quickborner Straße – Märkisches Zentrum – S+U Wittenau – S+U Karl-Bonhoeffer-Nervenklinik (de) – U Kurt-Schumacher-Platz – U Jakob-Kaiser-Platz | 29 min            | 12              | 10 min                              | 10 min         | 20 min         |                                                                      |
| 00X33 | S+U Rathaus Spandau – U Altstadt Spandau – Zitadelle Spandau – U Zitadelle – U Haselhorst – Siedlung Haselhorst – Gartenfeld – U Holzhauser Straße – Miraustraße – U Rathaus Reinickendorf – S+U Wittenau – Märkisches Zentrum – Märkisches Viertel, Wilhelmsruher Damm            | 46 min            | 22/23           | 10 min                              | 10 min         | 20 min         | MAN Lion's City DD                                                   |
| 00X34 | Kladow, Kaserne Hottengrund – Alt-Kladow – Krankenhaus Havelhöhe – Alt-Gatow – Gatow Kirche – Gatower Straße/Heerstraße – S+U Rathaus Spandau | 29 min            | 22              | 10 min                              | 20 min         | 20 min         | MAN Lion's City DD Scania Citywide articulé Mercedes-Benz Citaro GC2 |
| X36   | Gare de Berlin Spandau- Hennigsdorf | 30 min            | 10              |                                     |                |                |                                                                      |
| 00X49 | Staaken, Hahneberg – Reimerweg – Heerstraße/Magistratsweg – Sandstraße – Heerstraße/Wilhelmstraße – Gatower Straße/Heerstraße – Alt-Pichelsdorf – S Heerstraße – U Theodor-Heuss-Platz – S Messe Nord/ICC (en heure de pointe)                                                     | 21 min            | 11              | 10 min (20 min durant les vacances) | ne circule pas | ne circule pas |                                                                      |
| 00X54 | Hadlichstraße – S+U Pankow – Heinersdorf Kirche – Pasedagplatz – Rathaus Weißensee – Piesporter Straße – Prerower Platz – S Hohenschönhausen – Vincent-von-Gogh-Straße – S Raoul-Wallenberg-Straße – S Marzahn – Betriebshof Marzahn – U Hellersdorf                               | 53 min            | 25              | 10 min                              | 20 min         | 20 min         |                                                                      |
| 00X69 | Marzahn-West, Köthener Straße – S Mehrower Allee – Landsberger Allee/Blumberger Damm – Rapsweg/Unfallkrankenhaus – U Elsterwerdaer Platz – S Köpenick – Brandenburgplatz – Krankenhaus Köpenick – Chausseehaus – Müggelheim/Dorf – Alt-Müggelheim – Müggelheim, Odernheimer Straße | 23/63 min         | 29/48           | 10 min                              | 10 min         | 10 min         |                                                                      |
| 00X76 | U Walther-Schreiber-Platz – S Feuerbachstraße – Thorwaldsenstraße – S Priesterweg – Röblingstraße – U Alt-Mariendorf – Mariendorfer Damm – Groß-Ziethener Straße – Lichtenrade, Nahariyastraße                                                                                     | 33 min            | 15/16           | 10 min                              | 10 min         | 20 min         |                                                                      |
| 00X83 | Königin-Luise-Straße/Clayallee – U Dahlem-Dorf – Museum Dahlem – S+U Rathaus Steglitz – S Lankwitz – Lankwitz Kirche – Nahmitzer Damm/Motzener Straße (– Marienfelde, Nahmitzer Damm)/– S Schichauweg – Lichtenrader Damm/Barnetstraße – Lichtenrade, Nahariyastraße               | 33/49 min         | 21/34           | 5 min                               | 10 min         | 10 min         |                                                                      |

### Réseau nocturne
Le réseau nocturne (N) est constitué de 45 lignes circulant de nuit en lieu et place du réseau urbain classique.
| Ligne | Parcours | Durée du parcours | Nombre d'arrêts |
| ----- | --- | ----------------- | --------------- |
| 00N1  | S+U Warschauer Straße – parcours du U1 – U Möckernbrücke – U Mendelssohn-Bartholdy-Park – Potsdamer Brücke – U Kurfürstenstraße – U Bülowstraße – U Nollendorfplatz – U Wittenbergplatz – Europa-Center – U Kurfürstendamm – S+U Zoologischer Garten (seulement en semaine) | 30 min            | 21              |
| 00N2  | U Ruhleben – parcours du U2 – S+U Zoologischer Garten – parcours du U2 – U Kurfürstenstraße – Potsdamer Brücke – S+U Potsdamer Platz – U Mohrenstraße – Unter den Linden/Friedrichstraße – Staatsoper – Lustgarten – S Hackescher Markt – U Weinmeisterstraße – U Rosa-Luxemburg-Platz – parcours du U2 – S+U Pankow (quotidiennement uniquement de S+U Zoologischer Garten à S Hackescher Markt, autrement seulement en semaine) | 30/68 min         | 20/42           |
| 00N3  | U Wittenbergplatz – Europa-Center – U Kurfürstendamm – U Spichernstraße – U Hohenzollernplatz – U Fehrbelliner Platz – S Hohenzollerndamm – S Heidelberger Platz – U Breitenbachplatz – U Dahlem-Dorf – parcours du U3 – U Krumme Lanke – S Mexikoplatz (seulement en semaine) | 36 min            | 33              |
| 00N5  | U Hackescher Markt – U Alexanderplatz – parcours du U5 – U Magdalenenstraße – Bildungs- und Verwaltungszentrum – Alt-Biesdorf – S+U Wuhletal – parcours du U5 – U Hönow – Hellersdorf, Riesaer Straße (seulement en semaine) | 48 min            | 35/39           |
| 00N6  | U Alt-Tegel – entlang U6 – U Kochstraße – Mehringbrücke – U Mehringdamm – parcours du U6 – U Alt-Mariendorf (seulement en semaine) | 66 min            | 49/51           |
| 00N7  | S+U Rathaus Spandau – parcours du U7 – S+U Yorckstraße – U Mehringdamm – parcours du U7 – U Grenzallee – Löwensteinring – U Rudow – Stadtgrenze Rudow – S Flughafen Berlin-Schönefeld – Flughafen Schönefeld (tous les jours de U Rudow – Flughafen Schönefeld, autrement seulement en semaine) | 10/107 min        | 9/83            |
| 00N8  | Märkisches Viertel, Wilhelmsruher Damm – Märkisches Zentrum – S+U Wittenau – parcours du U8 – U Weinmeisterstraße – S Hackescher Markt – Berliner Rathaus – S+U Jannowitzbrücke – parcours du U8 – S+U Hermannstraße (seulement en semaine) | 62 min            | 55              |
| 00N9  | U Osloer Straße – parcours du U9 – S+U Zoologischer Garten – parcours du U9 – S+U Rathaus Steglitz (seulement en semaine) | 44 min            | 24/26           |
| 00N10 | S+U Zoologischer Garten – U Kurfürstendamm – U Uhlandstraße – Olivaer Platz – U Adenauerplatz – S Hohenzollerndamm – Rathaus Schmargendorf – Domäne Dahlem – Vogelsang – Hüttenweg – U Oskar-Helene-Heim – Zehlendorf Eiche – S Zehlendorf – Zehlendorf, Sachtlebenstraße | 45 min            | 40/41           |
| 00N16 | Zehlendorf Eiche – Krankenhaus Hubertus – S Nikolassee – Wasserwerk Beelitzhof – S Wannsee – Wannseebrücke – Rathaus Wannsee – Schloss Glienicke – Potsdam, Glienicker Brücke – Potsdam, Holzmarktstraße – Potsdam Alter Markt/Landtag – S Potsdam Hauptbahnhof | 38 min            | 36/37           |
| 00N20 | Frohnau, Hainbuchenstraße – S Frohnau – S+U Wittenau – Weinbrennerweg – U Paracelsus-Bad – Bistolstraße – U Seestraße – U Leopoldplatz – S+U Wedding – U Reinickendorfer Straße – Bundeswehrkrankenhaus – Invalidenpark – S+U Hauptbahnhof (entrée nord) | 47 min            | 43/45           |
| 00N22 | Tegelort – Konradshöhe – Alt-Heiligensee – U Alt-Tegel – S Tegel – Freie Scholle – S Waidmannslust – Titiseestraße – Alt-Lübars | 41 min            | 41/42           |
| 00N23 | Saatswinkler Damm/Mäckeritzwiesen – Harriesstraße – U Rohrdamm | 7 min             | 9               |
| 00N24 | Märkisches Viertel, Wilhelmsruher Damm – Engelroder Weg – S+U Wittenau – Wittenau Kirche – U Alt-Tegel – Tegelgrund – S Schulzendorf – S Heiligensee | 39 min            | 34              |
| 00N25 | S Tegel – U Alt-Tegel – An der Mühle – Am Tegeler Fließ – Jugendherberge – S Hermsdorf – Hermsdorfer Damm/Berliner Straße | 13 min            | 13/14           |
| 00N26 | U Seestraße – Virchow-Klinikum – Berliner Großmarkt – S Beusselstraße – Alt-Moabit – U Hansaplatz – Großer Stern – Lützowplatz – U Nollendorfplatz – U Wittenbergplatz – U Kurfürstendamm – Europa-Center – S+U Zoologischer Garten | 28 min            | 22/23           |
| 00N30 | S+U Rathaus Spandau – Borkzeile – Spekteweg – Merziger Straße – Spandau, Westerwaldstraße | 12 min            | 10/11           |
| 00N33 | U Alt-Tegel – S Tegel – Conradstraße/Ernststraße – U Holzhauser Straße – Kamener Weg – Gartenfeld – Siedlung Haselhorst – U Haselhorst | 21 min            | 23/24           |
| 00N34 | Hakenfelde, Aalenmannufer – Rauchstraße – S+U Rathaus Spandau – Ziegelhof – Gatower Straße/Heerstraße – Gatow Kirche – Alt-Gatow – Alt-Kladow – Kladow, Kaserne Hottengrund | 40 min            | 42              |
| 00N35 | Alt-Kladow – Waldallee – Seekorso – Groß-Glienicke, Gutsstraße | 9 min             | 9/11            |
| 00N39 | (service taxibus) U Rohrdamm – U Paulsternstraße – Kolonie Haselhorst – Spandauer-See-Brücke – Hakenfeld, Mertensstraße | 15 min            | 14              |
| 00N40 | U Turmstraße – Alt-Moabit – Claire-Waldorff-Promenade – S+U Hauptbahnhof (Nordseite) – Invalidenpark – U Naturkundemuseum – S Nordbahnhof – U Rosenthaler Platz – U Weinmeisterstraße – S Hackescher Markt – Berliner Rathaus – S+U Jannowitzbrücke – S Ostbahnhof – Wedekindstraße – Simon-Dach-Platz – Boxhagener Platz – Wismarplatz – Friedrichshain, Wühlischplatz                                                           | 34 min            | 31/32           |
| 00N42 | U Theodor-Heuss-Platz – Messedamm/ICC/ZOB – S Westkreuz – S Halensee – Westfälische Straße – U Fehrbelliner Platz – U Blissestraße – U Berliner Straße – Rathaus Schöneberg – S Julius-Leber-Brücke – U Platz der Luftbrücke – U Mehringdamm – U Hallesches Tor – Zossener Brücke – Jüdisches Museum – U Spittelmarkt – Fischerinsel – S Hackescher Markt – U Weinmeisterstraße – S+U Alexanderplatz                              | 51 min            | 42              |
| 00N50 | U Tierpark – Balatonstraße – U Friedrichsfelde – S+U Lichtenberg – U Magdalenenstraße – Betriebshof Lichtenberg – Roedenplatz – Sportforum – Betriebshof Indira-Gandhi-Straße – Pasedagplatz – Hamburger Platz – Prenzlauer Promenade/Am Steinberg – Binzstraße – Lohmestraße – S+U Pankow – Pankow Kirche – S Pankow-Heinersdorf – Galenusstraße – Pankower Straße – Rosenthaler Straße – Buchholz-West, Hugenottenplatz         | 58 min            | 55/58           |
| 00N52 | U Osloer Straße – Papierstraße – S Schönholz – Frühlingstraße – Niederschönhausen, Pastor-Niemöller-Platz | 9 min             | 10/11           |
| 00N53 | Avec service taxibus : Niederschönhausen, Pastor-Niemöller-Platz – Angerweg – Hauptstraße/Schillerstraße – Markisches Viertel, Wilhelmsruher Damm sans service taxibus : Niedernschönhausen, Pastor-Niemöller-Platz – Am Iderfengraben – Nordendstraße – Angerweg – Schönholzer Weg – Buchforster Straße – Hauptstraße/Schillerstraße – Markisches Viertel, Wilhelmsruher Damm                                                    | 14 min            | 8/12            |
| 00N56 | (ligne en boucle) U Magdelenenstraße → Betriebshof Lichtenberg → Landsberger Allee → Bahnhofstraße → Gehrenseestraße → Prerower Platz → S Hohenschönhausen → Neubrandenburger Straße → S Wartenberg → Vincent-von-Gogh-Straße → S Gehrenseestraße → Gehrenseestraße → Bahnhofstraße → Landsberger Allee → Betriebshof Lichtenberg → U Magdalenenstraße                                                                            | 50 min            | 52              |
| 00N58 | Prenzlauer Promenade/Am Steinberg – Am Wasserturm – Heinersdorf Kirche – Ingeborgstraße – Alt-Blankenbourg – Treseburger Straße – Beuthener Straße – Alt-Karow – Karower Chaussee – Alt-Buch – S Buch | 21                | 23/24           |
| 00N60 | avec service taxibus : Flughafen Schönefeld → S Flughafen Berlin Schönefeld → Venusstraße → Anne-Frank-Straße → S Adlershof sans service taxibus : Flughafen Schönefeld – Bahnhof Flughafen Berlin Schönefeld – Venusstraße – Anne-Franck-Straße – Alte Schönefelder Weg – Am Kiesberg – Magnusstraße – S Adlershof | 19/23 min         | 16/19           |
| 00N61 | (service taxibus) (S Rahnsdorf –) Rahnsdorf/Waldschränke – Petershagener Weg – Grünheider Weg – Frankenbergstraße – S Wilhelmshagen – Frankenbergstraße – Lagunenweg – Fahlenergstraße – Hessenwinkel, Dämmeritzstraße (pas de service taxibus direction S Rahnsdorf) | 16/18 min         | 13/15           |
| 00N62 | (service taxibus) Bohnsdorf, Walthersdorfer Straße/Parchwitzer Straße – Merkurstraße – Neptunstraße – S Grünau – Wassersportallee – Betonwerk – Rosenweg – Glienicker Straße – Schloßplatz Köpenick – Betriebshof Köpenick – Pristabelstraße – Zur Nachtheide – Lienhardweg – Wendenschloß | 29 min            | 21/23           |
| 00N65 | S Hackescher Markt – U Weinmeisterstraße – U Alexanderplatz – Berliner Rathaus – S+U Jannowitzbrücke – U Heinrich-Heine-Straße – Eisenbahnstraße – U Schlesisches Tor – S Treptower Park – S Plänterwald – Marggraffbrücke – S Schöneweide – S Adlershof – Wassermannstraße – S Spindlersfeld – Schloßplatz Köpenick – Krankenhaus Köpenick – Köpenick, Müggelschlößchenweg                                                       | 51 min            | 42/45           |
| 00N67 | S Schöneweide – Ostendstraße – Freizeit- und Erholungszentrum – Alte Försterei – Schloßplatz Köpenick – Krankenhaus Köpenick – Bellevuestraße – Hirschgarten – Mühlweg – S Friedrichshagen – Marktplatz Friedrichshagen – Altes Wasserwerk – Strandbad Müggelsee – Rahnsdorf/Waldschränke | 44 min            | 35/36           |
| 00N68 | (service taxibus) S Adlershof – Otto-Francke-Straße – S Grünau – Alt-Schmöckwitz | 18 min            | 5/10            |
| 00N69 | (service taxibus) Müggelheim, Odernheimer Straße – Müggelseeperle – Chausseehaus – Krankenhaus Köpenick – Schloßplatz Köpenick – Semliner Straße – Hoppendorfer Straße – Grüne Aue – U Elsterwerdaer Platz – S+U Wuhletal | 41/43 min         | 30/35           |
| 00N70 | Sonnenallee/Baumschulenstraße – Frauenlobstraße – S Baumschulenweg – Baumschulenstraße/Neue Krugallee | 3 min             | 5               |
| 00N79 | S Plänterwald – Steinbockstraße – Ziegrastraße – S Sonnenallee – Zeitzer Straße – S+U Neukölln – Emser Straße – S+U Hermannstraße – Haus Bremen – Bergholzstraße – Industriestraße – Friedhof Mariendorf – Imbrosweg – Am Heidefriedhof – U Alt-Mariendorf | 24 min            | 28              |
| 00N81 | U Walther-Schreiber-Platz – S Feuerbachstraße – Bismarckstraße – Steglitzer Damm – S Lankwitz – Lankwitz Kirche – Belßstraße – S Marienfelde – Daimlerstraße – Tauernallee – Quarzweg – Drusenheimer Weg – Töpchiner Weg – Groß-Ziethener Straße – Lichtenrade, Nahariyastraße | 42 min            | 47/49           |
| 00N84 | (S+U Tempelhof –) U Alt-Tempelhof – Attilaplatz – S Attilastraße – Lankwitz Kirche – S Lichterfelde Ost – Goerzallee – Beeskowdamm – Teltower Damm – S Zehlendorf – Zehlendorf Eiche | 37 min            | 45              |
| 00N88 | S+U Rathaus Steglitz – Schlossparktheater – Lipaer Straße – S Botanischer Garten – Drakestraße/Ringstraße – Baslerstraße – Köhlerstraße – Hochbaumstraße – Luzerner Straße – Prettauer Pfad – S Osdorfer Straße – Woltmannsweg – S Lichterfelde Ost | 24 min            | 27              |
| 00N90 | S+U Wuhletal – Ohserring – S Mahlsdorf – Alt-Mahlsdorf – Bruchsaler Straße – Unter den Birken – S Köpenick – Schloßplatz Köpenick | 26 min            | 25              |
| 00N91 | (service taxibus) S+U Wuhletal – Gutenbergplatz – U Kaulsdorf-Nord – Garzauer Straße – Boschpoler Platz – Marzahn, Boschpoler Straße | 13 min            | 11              |
| 00N94 | U Hermannplatz – Reuterstraße – U Rathaus Neukölln – Erkstraße – Wildenbruchplatz – Heidelberger Straße – S Treptower Park – S Ostkreuz – S Rummelsburg – S Nölnerplatz – Münsterlandplatz – Margaretenstraße – S+U Lichtenberg – U Magdalenenstraße | 26 min            | 25/26           |
| 00N95 | (service taxibus) S+U Wuhletal – Gutenbergstraße – S Kaulsdorf – S Mahlsdorf – Linderhofstraße – Karlshafen Straße – Am Rosenhag – Hellersdorf, Riesaer Straße (pas de service taxibus en direction de Hellersdorf, Riesaer Straße) | 11/13 min         | 12/13           |
| 00N97 | (service taxibus) Falkenberger Chaussee/Prendener Platz – Tierheim Berlin – Radieschenpfad – S Ahrensfelde – Marzahn-Nord, Barminplatz | 10 min            | 11              |